# Disphragis virgea
Disphragis virgea is een vlinder uit de familie van de tandvlinders (Notodontidae). De wetenschappelijke naam van de soort is, als Heterocampa virgea, voor het eerst geldig gepubliceerd in 1892 door William Schaus.

## Type
- syntypes: "males"
- instituut: USNM Smithsonian Institution, Washington, U.S.A.
- typelocatie: "Brazil, Rio de Janeiro, Petropolis"